# Spinnerei Steiner (Rupperswil)

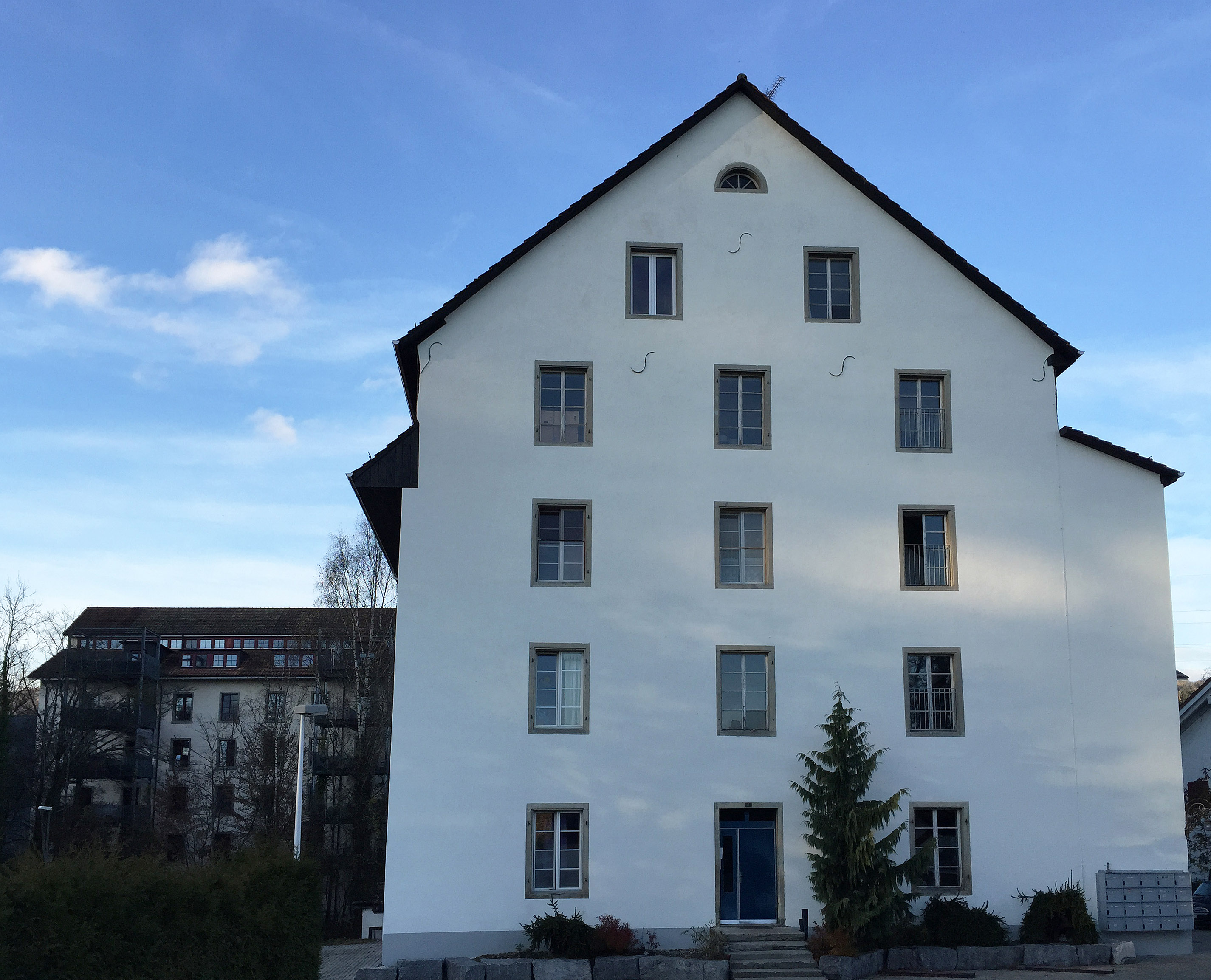
Spinnerei Richner, später Steiner

Die Spinnerei in Rupperswil war im 19. Jahrhundert eines der ersten Textilunternehmen zur Herstellung von Baumwollgarn im Schweizer Kanton Aargau. Die im Jahr 1978 stillgelegte Fabrik wurde unter Aufsicht der kantonalen Denkmalpflege unter anderem durch die Baugenossenschaft Alte Spinnerei für Gewerbe- und Wohnzwecke umgebaut. 

## Standort
Die Fabrikanlagen der Spinnerei stehen am rechten Rand der breiten Auenlandschaft an der Aare unterhalb des alten Dorfzentrums von Rupperswil, das auf der Hangkante am Südrand des Aaretals liegt.  An diesem Standort war es möglich, ein älteres Fliessgewässer neben der Aare, den Rupperswiler Giessen, zu einem Gewerbekanal zu erweitern und daraus  die Energie für ein kleines Wasserkraftwerk zu gewinnen.

## Geschichte

### Spinnerei Richner
Den ersten Spinnereibetrieb errichtete 1836 eine Personengruppe aus Rupperswil rund um den Händler und Grossrat Jakob Richner († 1844). Der Regierungsrat des Kantons Aargau bewilligte am 8. August 1836 den Bau eines Wasserwerks am Rupperswiler Giessen in der Aarenau. 1837 wurden der Kanal und auf dessen rechter Seite das vierstöckige Fabrikgebäude errichtet. Schon im Jahr 1846 gab das Unternehmen den Betrieb wegen wirtschaftlichen Schwierigkeiten auf.

### Spinnerei Bebié
Am 15. Dezember 1846 kaufte Heinrich Bebié (1788–1860), dessen Vater Heinrich Bebié (1764–1836) in Turgi an der Limmat im Jahr 1826 eine Spinnerei errichtet hatte, das Werk in Rupperswil. Mit einem zweiten Wasserrad am vergrösserten Kanal konnte er zusätzlich im zweiten, fünfstöckigen Fabrikgebäude auf der linken Seite des Kraftwerks arbeiten lassen. 1871 liefen auf den Maschinen 14000 Spindeln.
1856 entstand in der Nähe eine grosszügige Fabrikantenvilla, 1867 für einen Teil der Arbeiter ein Kosthaus. Um den Fabrikarbeitern aus den Dörfern am Jura den Weg in die Spinnerei zu erleichtern, betrieb die Firma seit 1862 eine Drathtseil-Personenfähre über die Aare zwischen Rupperswil und Auenstein. Die Fabrikfähre war bis zum Bau des Kraftwerks Rupperswil-Auenstein im Jahr 1942 in Betrieb.
Von 1883 an leitete eine 87 Meter lange Grundwuhrschwelle in der Aare mehr Wasser in den Kanal, womit die Leistung des Kraftwerks von 141,6 PS auf 269,6 PS stieg. Mit einer neuen Wasserrechtskonzession vom 23. April 1898 bewilligte der Kanton den Ersatz der Räder durch eine Wasserturbine und das Höherstauen der Aare mit Stauklappen auf dem Grundwuhr.

### Spinnerei Steiner & Cie

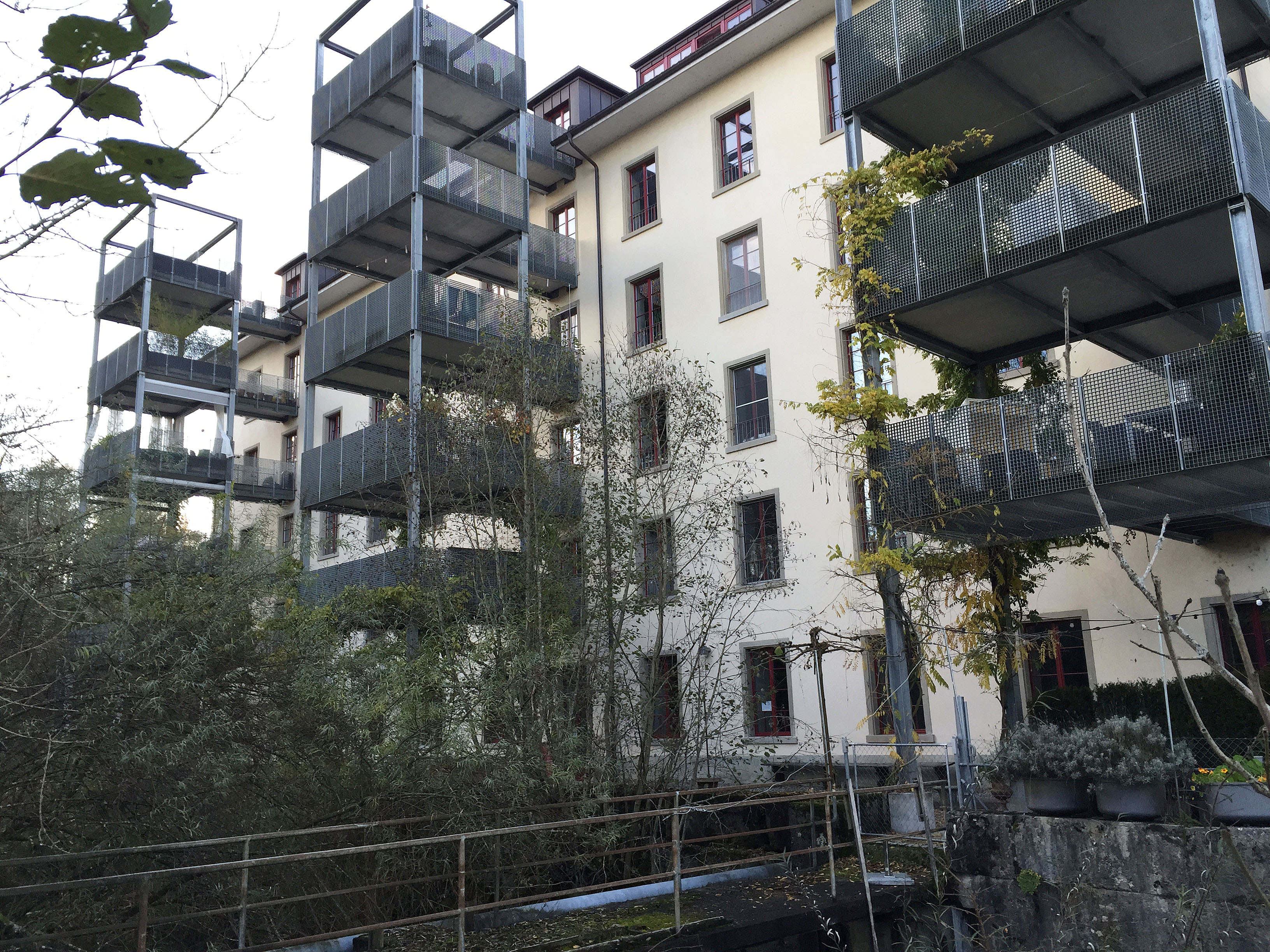
Neue Nutzung der Spinnerei

Von Bebié ging die Fabrik im Jahr 1893 durch Kauf an Emil Steiner aus Birrwil über. Steiner vergrösserte die Antriebskraft erneut, indem er auf dem von der Ortsbürgergemeinde Rupperswil gekauftem Land im Schachen den Ober- und den Unterwasserkanal nochmals erweitern liess. Erst jetzt wurden gemäss der Konzession von 1898 die Wasserräder durch Turbinen der Maschinenfabrik Rieter in Winterthur ersetzt.
Ein Grossbrand zerstörte am 8. Februar 1918 die Betriebsmittel in mehreren Maschinensälen der Fabrik. Das war der Anlass für eine Modernisierung des Werks. Für den Antrieb der neuen Maschinen bezog die Spinnerei Steiner seit 1922 den elektrischen Strom vom 1916 gegründeten Aargauischen Elektrizitätswerk AEW.
Im 20. Jahrhundert galt die Spinnerei in Rupperswil als eine der modernsten Textilfabriken in der Schweiz. Kurz nach 1960 erneuerte sie den Maschinenpark mit dem Kauf moderner, automatischer Spinnereiapparate von Rieter. Als erstes Unternehmen in der Schweiz machte sie damit den Schritt zu einem weitgehend vollautomatischen Produktionsablauf von den Ballenbrechern bis zu den Spinnmaschinen. Doch bereits im Jahr 1978 wurde die Fabrik wegen der grossen Konkurrenz ausländischer Hersteller stillgelegt.